# جون فرنسيس ميرفي
جون فرنسيس ميرفي (بالإنجليزية: John Francis Murphy)‏ هو رسام أمريكي، ولد في 11 ديسمبر 1853 في أوسويغو في الولايات المتحدة، وتوفي في 30 يناير 1921 في نيويورك في الولايات المتحدة.